# Victoire Ingabire Umuhoza
Victoire Ingabire Umuhoza (nascuda el 3 d'octubre de 1968) va ser la fundadora i presidenta de les Forces Democràtiques Unificades de Ruanda (FDU), una coalició de grups d'oposició exiliats de Ruanda, amb una àmplia base de membres actius a Ruanda, Europa, Estats Units d'Amèrica i Canadà. Va ser candidata del partit a les eleccions presidencials ruandeses de 2010, però finalment fou detinguda i sentenciada a presó. Va ser nominada al premi Sakhàrov  2012, mentre estava complint una condemna de 15 anys de a la Presó Central de Kigali amb condemna per terrorisme i amenaçar la seguretat nacional. El 14 de setembre de 2018, juntament amb el cantant Kizito Mihigo, fou alliberada per gràcia presidencial. El 2024 lidera des de Kigali el partit Development And Liberty For All (DALFA-Umurinzi), que no es va poder registrar per concórrer a les eleccions presidencials.

## Família i carrera
Casada i mare de tres fills, va estudiar dret mercantil i comptabilitat i es va graduar en economia d'empresa i gestió empresarial al Països Baixos. Umuhoza va treballar com a càrrec d'una signatura internacional de comptabilitat amb base als Països Baixos, on va ser en suport dels departaments de comptabilitat a 25 sucursals a Europa, Àsia i Àfrica.
A l'abril de 2009, va renunciar al seu càrrec per dedicar-se a la política i preparar el retorn a la seva pàtria, al capdavant del seu partit polític, per contribuir a la reconstrucció del seu país. El gener de 2010, Umuhoza va tornar al seu país, després de 16 anys a l'exili, com a líder principal de l'oposició política de Ruanda.

## Carrera política
Des de 1997 ha estat involucrada en la lluita d'oposició política de Ruanda a l'exili. Les seves activitats polítiques se centren al voltant de la idea d'un estat de justícia on els individus escullen les seves associacions amb base en les seves aspiracions polítiques compartides en lloc de llur  ètniques o origen regional. She has also been vocal in calling for more women's empowerment in Rwanda. El 1997 es va unir a la Reagrupament Republicà per la Democràcia a Ruanda. Un any més tard esdevingué presidenta de la seva branca als Països Baixos i en 2000, va ser nomenada presidenta de RRDR a nivell internacional.
De 2003 a 2006, va ocupar el càrrec de President de la Forces Democràtiques Unificades de Ruanda (FDUR), la principal coalició de partits de l'oposició política i personalitats a exili, de la que el RRDR n'és un membre actiu.
El 13 de setembre de 2012, Victoire Ingabire, juntament amb altres dues figures polítiques de Rwanda (Bernard Ntaganda i Déogratias Mushyayidi - tots actualment empresonats a Kigali), va ser nominat per 42 diputats per al Premi Sàkharov per la Llibertat de Consciència 2012 del Parlament Europeu.

### Unificació de l'oposició democràtica
La lluita per una oposició política unificada a l'exili va dominar la seva carrera política. El Front Patriòtic Ruandès (FPR) continuava monopolitzant el poder a Kigali penalitzant, perseguint o cooptant qualsevol resistència. A l'interior del país, l'oposició al règim del FPR és pràcticament inexistent. Només les associacions basades en la diàspora han pogut muntar un intent d'oposició a Kagame però les divisions i rivalitats polítiques en la diàspora no ho han fet possible. Partidària dels canvis fonamentals i de la reconciliació, va canviar gradualment el ritme de la lluita cap a l'agrupació d'una oposició unificada amb mitjans pacífics que ofereixi als ruandesos una alternativa al règim de Kagame.
Al novembre de 2004 va organitzar a Amsterdam una conferència coneguda com el "Fòrum sobre la Pau, Seguretat, Democràcia i Desenvolupament a la Regió dels Grans Llacs", que va ser seguit per la Iniciativa d'Amsterdam amb l'objectiu de crear la nova plataforma per a la cooperació.
A partir d'abril de 2006 va participar en la creació de les Forces Democràtiques Unificades (FDU) i va ser elegida president de la plataforma política. Les FDU tenien l'objectiu d'instal·lar l'imperi de la llei a Ruanda, apuntalat pel respecte dels valors democràtics consagrats en la declaració universal dels drets humans i altres instruments internacionals relatius a la democràcia i el bon govern.
Umuhoza va participar activament en el Projecte Altament Inclusiu Diàleg Inter-Ruanda (HIIRD) a Barcelona en 2004, 2006 i en abril – maig de 2009 sota els auspicis de Juan Carrero Saralegui, candidat al Premi Nobel de la pau i d'Adolfo Pérez Esquivel, guanyador del Premi Nobel de la Pau de 1980 i Federico Mayor Zaragoza, vicepresident de l'Aliança de les Civilitzacions.
Va proposar les següents reformes emblemàtiques per a la vida quotidiana de tots els ruandesos i la seva manera de relacionar-se amb la política: Creació d'una Comissió de la Veritat, la Justícia i la Reconciliació per ajudar els ruandesos a una veritable reconciliació; introducció d'una comissió no política encarregada de reescriure i interpretar la història actual de Ruanda; l'aprovació d'un projecte de llei pel dret a la propietat privada i per a la protecció dels membres més febles de la població, per a la garantia de la llei d'igualtat d'oportunitats i l'accés al crèdit i l'ocupació per a tots els ciutadans.
Un mes després que arribés a Ruanda, el gener de 2010, juntament amb altres dos líders de l'oposició política al país, va formar un Consell Consultiu Permanent de Partits de l'oposició, posant en comú els seus esforços per ampliar l'espai polític per al partit de l'oposició i enfortir el procés democràtic a Ruanda.

### Suport de la societat civil
Umuhoza és membre fundador de moltes associacions i fundacions en el sector sindical: l'associació Contact, Dialogue et Actions Caritatives (CODAC) que busca donar suport moral, material i assessoria jurídica als supervivents de la regió dels [[Grans Llacs africans] als Països Baixos o a la seva regió; Associació URAHO de dones refugiades de Ruanda al Països Baixos, centrant-se en ajudar les dones ruandeses a sortir de l'aïllament i ajudar-les a integrar-se en la societat holandesa, assistir als nens desemparats i ajudar els sol·licitants d'asil; Fundació PROJUSTITIA-Rwanda, compromesa amb la lluita a favor de la justícia per a totes les víctimes de la tragèdia ruandesa; HARAMBE, plataforma d'associacions de dones africanes als Països Baixos per tal de promoure el desenvolupament de les dones africanes al continent.

### Crítica
En el dia de la seva arribada al país, en honor de les víctimes del [Genocidi de Ruanda|genocida]], va visitar el Centre Memorial del Genocidi Gisozi. En el seu discurs va remarcar la unitat i la reconciliació, va dir que la política actual no era suficient per aconseguir la reconciliació, i ha assenyalat com a exemple que el memorial no reconeix els hutus que van morir durant el genocidi. Ha posat èmfasi en que aquells que van cometre el genocidi, així com els que han comès altres crims de guerra i crims contra la humanitat haurien de ser portats davant els tribunals de justícia. El seu discurs fou presentat més tard davant dels tribunals després de la seva detenció com a evidència de revisionisme en el genocidi.

### Arrest i judici
Umuhoza va ser posat sota arrest domiciliari a l'abril de 2010. Va ser detinguda el 14 d'octubre de 2010. Fou portava al tribunal i acusada juntament amb quatre suposats conspiradors (Coronel Tharcisse Nditurende, Tinent Coronel Noel Habiyaremye, tinent Jean Marie Vianney Karuta i major Vital Uwumuremyi).
Fou acusada de "formar un grup armat amb l'objectiu de desestabilitzar el país, complicitat amb actes de terrorisme, conspiració contra el govern per l'ús de la guerra i el terrorisme, incitant a les masses a rebel·lar-se contra el govern, ideologia genocida i provocar divisionisme". Ella negà tots els càrrecs afirmant que estan motivats políticament.
Durant els tràmits abans del judici al setembre, la defensa d'Ingabire va presentar dos moviments. El primer va ser contra la jurisdicció territorial del Tribunal Suprem per als actes suposadament comesos mentre que Ingabire era resident als Països Baixos. El segon va ser que el processament de Ingabire sota la llei d'"ideologia genocida" de 2008 suposava una aplicació retroactiva perquè totes les proves aportades dataven d'abans de 2007.
El 27 de març de 2012 Umuhoza la llança un desafiament legal al Tribunal Suprem de Ruanda per anul·lar els articles 2-9 de les lleis relacionades amb el "divisionisme" i "ideologia genocida", argumentant que els articles 2 i 3 de la Llei contradiuen els articles 20, 33 i 34 de la Constitució, que garanteixen llibertat d'expressió i que són massa amplis, negant el dret a donar l'opinió sobre el genocidi i que són explotats pel govern per limitar la llibertat de pensament. En el seu judici, el tribunal va suspendre tot debat relacionat amb les "lleis 18/2008" que regien la ideologia del genocidi, però va decidir continuar l'actuació contra ella en relació amb els altres càrrecs.
L'11 d'abril de 2012, un testimoni de la defensa, l'antic coronel de les FDLR Michel Habimana va testificar que els serveis d'intel·ligència estatals havien fabricat el testimoni de la història d'Uwumuremyi. També va testificar que el testimoni de la fiscalia estava mentint sobre el seu propi contacte amb Ingabire i el seu propi rang dins de les FDLR. Habinama, que complia cadena perpètua, va ser sotmès a un escorcoll a la seva cel·la i tenia documents importants relacionats amb el cas. La defensa va reclamar intimidació d'un testimoni clau. Posteriorment, Victoire Ingabire es va negar a tornar a la sala de justícia ruandesa i va demanar als seus advocats que tampoc tornessin. El seu advocat defensor Iain Edwards va dir que el boicot va venir després que es va interrompre el testimoni de l'antic coronel rebel mentre acusava els serveis d'intel·ligència ruandesos d'oferir diners als rebels per fer imputacions falses contra Ingabire.
El 18 d'octubre de 2012, el Tribunal Suprem de Ruanda va denegar el cas de revisió constitucional d'Umuhoza de Law N° 18/2008 of 23/07/2008 relativa al càstig de la ideologia del crim de genocidi. Pel que fa als articles 2 i 3, el tribunal va dictaminar que l'abast de la llei és significatiu, tot i que pot requerir més aclariments en alguns casos. El tribunal va rebutjar les sol·licituds per anul·lar els articles 4 a 9 sobre la llei que reprimeix la ideologia del genocidi i l'article 4 de la llei sobre crims de guerra i crims contra la humanitat, afirmant que els articles ja no existeixen en el codi penal vigent. El fiscal públic va demanar a un jurat que imposés a Umuhoza la pena màxima. El veredicte que es preveia que es donés a conèixer el 29 de juny es va posposar quatre vegades fins al 31 d'octubre de 2012.
El 30 d'octubre de 2012, Umuhoza va ser sentenciada a vuit anys de presó pel Tribunal Superior de Kigali per "conspiració contra el país a través del terrorisme i la guerra" i "negació del genocidi". El desembre de 2013, la Cort Suprema de Ruanda va confirmar la condemna d'Umuhoza i va augmentar la pena de presó de vuit a quinze anys.

## Publicacions i articles
Ha escrit nombrosos articles i publicacions, ha adreçat nombrosos memoranda al Consell de Seguretat, a la Unió Europea, a la Unió Africana i a diferents Caps d'Estat, i a dona conferències sobre la situació sociopolítica i econòmica del seu país i de la Regió dels Grans Llacs.
- Quelle perspective pour la paix en Afrique centrale Arxivat 2009-04-29 a Wayback Machine., 2001
- La justice internationale face à la crise rwandaise Arxivat 2009-04-29 a Wayback Machine., 2002
- Conflits dans la région des Grands Lacs d'Afrique : Origine et Propositions de Solutions, 2003
- PDF La Réconciliation nationale comme préalable à la Sécurité et à la Paix durables au Rwanda et dans les pays des Grands Lacs de l'Afrique Arxivat 2009-04-29 a Wayback Machine., 2004
- PDF Les crimes en Afrique centrale : Rwanda: soif de justice Arxivat 2018-08-16 a Wayback Machine.
- Plaidoyer pour une véritable réconciliation nationale au Rwanda, préalable à la paix durable, 2005.
- Quelle justice pour les victimes de la tragédie rwandaise?, 2007